# Kladensko-nučická dráha
Kladensko-nučická dráha (zkratka KND) byla železnice určená od počátku pro nákladní dopravu, a to železné rudy z Nučic, později také vápence z lomů Mořina a uhlí (odbočka na dolu Max) do kladenských železáren. Do provozu byla uvedena 7. ledna 1858. Pozoruhodností této tratě bylo její úrovňové křížení na širé trati s Buštěhradskou dráhou poblíž obce Pletený Újezd, které bylo jedním ze dvou takových křížení v Evropě.
Dráha patřila firmě Pražská železářská společnost (PEG). Úsek Kladno–Hořelice byl zrušen 31. prosince 1968, úsek Hořelice–Mořina byl předán tehdejšímu těžebnímu podniku vlastnícímu mořinské lomy, který na trati zrušil všechny stanice a odbočky kromě stanice Kuchař a zrekonstruoval ji. Vlečka z Nučic k lomům na Mořině (včetně předávacího kolejiště v místě bývalého nádraží Hořelice), je dosud provozována.

## Vývoj Kladensko-nučické dráhy
- 20. října 1857 povolena stavba
- 7. ledna 1858 otevřen úsek Kladno–Nučice (22,7 km)
- 26. listopadu 1858 otevřena větev do Tachlovic (3,8 km)
- 14. srpna 1890 otevřena větev k dolu Max u Libušína (6,5 km)[1]
- 1. října 1891 tachlovická větev prodloužena k lomům Čížovec a Holý Vrch u Trněného Újezda
- 1900 napojení lomů Amerika u Mořiny[2]
- 1973 zrušena větev k dolu Max